# Marlierea silvestris
Marlierea silvestris är en myrtenväxtart som först beskrevs av Vell., och fick sitt nu gällande namn av Joáo Rodrigues de Mattos. Marlierea silvestris ingår i släktet Marlierea och familjen myrtenväxter. Inga underarter finns listade i Catalogue of Life.